# Arctodiaptomus burduricus
Arctodiaptomus burduricus là một loài động vật giáp xác thuộc họ Diaptomidae. Môi trường sống tự nhiên của chúng là hồ nước mặn. Nó là loài đặc hữu của hồ Burdur, một hồ nước mặn ở tây nam Thổ Nhĩ Kỳ.